# Nanjing Challenger
Il Nanjing Challenger, noto anche come TAC Cup Nanjing Challenger per ragioni di sponsorizzazione, è stato un torneo di tennis maschile che faceva parte dell'ATP Challenger Tour. Si è disputata la sola edizione del 2016 svoltasi tra il 18 e il 24 aprile su campi in terra rossa a Nanchino, in Cina.

## Albo d'oro

### Singolare maschile
| Anno | Campione          | Finalista    | Punteggio |
| ---- | ----------------- | ------------ | --------- |
| 2016 | Ričardas Berankis | Grega Žemlja | 6–3, 6–4  |

### Doppio maschile
| Anno | Campioni                            | Finalisti                           | Punteggio |
| ---- | ----------------------------------- | ----------------------------------- | --------- |
| 2016 | Saketh Myneni Jeevan Nedunchezhiyan | Denys Molčanov Oleksandr Nedovjesov | 6–3, 6–3  |